# Hinchiriș, Bihor
Hinchiriș este un sat în comuna Lazuri de Beiuș din județul Bihor, Crișana, România. Fișier:BihorSolnocCrasna Josephinische Landesaufnahme pg28-24.